# John D. Voelker
John D. Voelker (Ishpeming, Míchigan, 19 de junio de 1903 – 19 de marzo de 1991), más conocido por su seudónimo Robert Traver, fue un juez y escritor estadounidense que alcanzó relevancia mundial con su obra Anatomy of a Murder (Anatomía de un asesinato).
Se graduó en Derecho por la Universidad de Míchigan en 1928. Por unos años ejerció como abogado en la ciudad de Chicago, hasta que cansado de la vida en la ciudad regresó a su Ishpeming natal, donde continuó ejerciendo. Más tarde fue elegido como fiscal del condado de Marquette (estado de Míchigan). En 1957 fue nombrado como juez miembro de la Corte Suprema del estado de Míchigan. En 1959, tras el enorme éxito de Anatomy of a Murder, se retiró de la carrera judicial para dedicarse por completo a su facera de escritor.
Bajo el nombre de Robert Traver, Voelker publicó varias novelas y relatos, la mayoría de ellos con trasfondo legal como parte de la trama. Además, publicó tres libros de pesca, considerados clásicos en su género.